# Ryūtarō Megumi
Ryūtarō Megumi (jap. 恵 龍太郎, Megumi Ryūtarō; * 29. Juni 1993) ist ein japanischer Fußballspieler.

## Karriere
Ryūtarō Megumi erlernte das Fußballspielen in der Universitätsmannschaft der Aoyama-Gakuin-Universität in Japan. Seinen ersten Vertrag unterschrieb er in Singapur bei den Tampines Rovers. Der Verein spielte in der höchsten Liga, der S. League. 2017 und 2019 wurde er mit den Rovers Vizemeister. Den Singapore Cup gewann er 2019. Im Endspiel besiegte man den Warriors FC mit 4:3. Nach 71 Spielen und 17 Toren verließ er Anfang 2020 Singapur und ging nach Malaysia. Hier unterschrieb er in Jengka einen Vertrag bei FELDA United. Mit FELDA spielt er in der ersten Liga, der Malaysia Super League.

## Erfolge
Tampines Rovers
- S. League

Vizemeister: 2017, 2019
- Singapore Cup: 2019